# Beatris Engleska
Beatris(a) Engleska (енгл. Beatrice; 25. jun 1242. — 24. mart 1275) bila je princeza Engleske i grofica Ričmonda.

## Biografija

### Detinjstvo i mladost
Beatris je bila kćer engleskog kralja Henrika III i njegove supruge Eleonore Provanske te sestra Margarite i Edvarda I. Bila je rođena u Francuskoj 1242. Detinjstvo joj je bilo nesrećno. Englezi su pokazivali izuzetnu nenaklonost prema njenoj majci. Brat Edvard joj se opasno razboleo. Zbog svega toga, Beatris i njeni roditelji neprestano su bili pod stresom. Međutim, imali su vremena da pokažu Beatris da je vole.

### Brak i deca
Beatris se udala za vojvodu Ivana II. Rodila mu je šestoro dece:
- Artur II od Bretanje
- Ivan
- Marija
- Petar
- Blanka
- Eleonora

### Smrt
Godine 1275. Beatris je umrla u Londonu. Sahranjena je u Grinviču.